# Castillon-en-Couserans
Castillon-en-Couserans (Okzitanisch: Castilhon de Coserans) ist eine französische Gemeinde mit 433 Einwohnern (Stand: 1. Januar 2022) im Département Ariège in der Region Okzitanien; sie gehört zum Arrondissement Saint-Girons, zum Gemeindeverband Couserans-Pyrénées und zum Kanton Couserans Ouest. Die Einwohner werden Castillonnais bzw. Castillonnaises genannt.

## Geografie
Castillon-en-Couserans liegt rund 83 Kilometer südwestlich der Stadt Toulouse im Westen des Départements Ariège. Die Gemeinde besteht aus dem Dorf Castillon-en-Couserans am Fluss Lez, Streusiedlungen und Einzelgehöften. Castillon-en-Couserans liegt innerhalb des Regionalen Naturparks Pyrénées Ariégeoises. Weite Teile der Gemeinde sind Bergland und bewaldet. Verkehrstechnisch liegt die Gemeinde an der D4.
Umgeben wird Castillon-en-Couserans von den Nachbargemeinden Engomer im Norden, Cescau im Nordosten, Moulis im Osten, Arrien-en-Bethmale im Südosten, Bordes-Uchentein im Süden sowie Audressein im Westen. 

## Geschichte
Funde belegen eine Besiedlung seit der Frühzeit. Im Jahr 1176 wurde ein Verwalter Odon de Castillon des Grafen von Comminges erwähnt. Im Mittelalter lag der Ort innerhalb der Provinz Couserans, die wiederum ein Teil der Provinz Gascogne war. Die Gemeinde gehörte von 1793 bis 1801 zum District Saint-Girons. Zudem war Castillon-en-Couserans von 1793 bis 2015 Hauptort des Kantons Castillon-en-Couserans. Die Gemeinde ist seit 1801 dem Arrondissement Saint-Girons zugeteilt. Bis 1958 hieß die Gemeinde nur Castillon.

## Bevölkerungsentwicklung
| Jahr                       | 1962 | 1968 | 1975 | 1982 | 1990 | 1999 | 2006 | 2019 |
| Einwohner                  | 536  | 475  | 429  | 373  | 403  | 424  | 399  | 401  |
| Quellen: Cassini und INSEE |      |      |      |      |      |      |      |      |

## Sehenswürdigkeiten
- Schloss Château de Coumes (mit Museum) aus dem 19. Jahrhundert
- Kirche Saint-Barthélemy aus dem 19. Jahrhundert
- Kapelle Saint-Pierre (auch Chapelle du Calvaire) aus dem 12. Jahrhundert, seit 1906 ein Monument historique[1]
- Denkmal für die Gefallenen[2]
- Schaukäserei Granges de Bamalou
- Wegkreuz bei der Kapelle